# Viktor Pipal
Viktor Pipal (* 29. November 1887 in Šamac, Bosnien; † 8. Dezember 1971 in Wien) war ein österreichischer Maler.

## Leben
Viktor Pipal war von Beruf Lehrer, bildete sich daneben aber in vielfältiger Art künstlerisch aus. Er besuchte Kurse und Seminare an der Wiener Kunstgewerbeschule, frequentierte die Graphische Lehr- und Versuchsanstalt sowie Vorlesungen bei Josef Strzygowski an der Universität Wien. Pipal nahm auch Privatunterricht bei Franz Rumpler. Nach Experimenten zum Thema Malerei und Musik wurde Pipal in den 1930er-Jahren zum „Maler der Wiener Vorstädte“.
Neben pittoresken, oft farblich dramatisch überhöhten Motiven aus Hernals, Grinzing, Döbling etc. widmete sich Pipal aber auch dem Porträt und dem Stillleben. Er zählte zur Zinkenbacher Malerkolonie, stellte auf zahlreichen Ausstellungen im In- und Ausland aus, und erhielt zahlreiche Ehrungen. Er war seit 1936 Mitglied des Wiener Künstlerhauses und wurde 1949 vom Bundespräsidenten zum Professor ernannt.
Er verstarb 1971 in Wien-Hernals und wurde auf dem Hernalser Friedhof beigesetzt. Die Grabstelle wurde 2013 aufgelassen.

## Ausstellungen
- 1941/42 Jubiläumsausstellung im Wiener Künstlerhaus
- 1943 Ausstellung „Junge Kunst im Deutschen Reich“ im Wiener Künstlerhaus

## Auszeichnungen
- 1943 Staatspreis
- 1949 Ehrenpreis der Stadt Wien